# Collegio uninominale Lazio - 03 (2017)
Il collegio elettorale uninominale Lazio - 03 è stato un collegio elettorale uninominale della Repubblica Italiana per l'elezione del Senato tra il 2017 ed il 2022.

## Territorio
Come previsto dalla legge elettorale italiana del 2017, il collegio era stato definito tramite decreto legislativo all'interno della circoscrizione Lazio.
Era formato da parte del territorio del comune di Roma (Quartiere Appio-Latino, Quartiere Ardeatino, Quartiere Europa EUR, Quartiere Giuliano-Dalmata, Quartiere Ostiense, Quartiere Portuense, Quartiere Primavalle, Suburbio Aurelio, Suburbio Gianicolense, Suburbio Portuense, Suburbio Trionfale, Zona Casalotti, Zona La Pisana, Zona Magliana Vecchia, Zona Mezzocammino, Zona Tor di Valle, Zona Torrino).
Il collegio era parte del collegio plurinominale Lazio - 01.

## Eletti
| Elezione | Elezione | Senatore      | Partito          |
| -------- | -------- | ------------- | ---------------- |
|          | 2018     | Paola Binetti | Unione di Centro |

## Dati elettorali

### XVIII legislatura
Come previsto dalla legge elettorale, 116 senatori erano eletti con sistema a maggioranza relativa in altrettanti collegi uninominali a turno unico.
| Candidati              | Candidati               | Voti    | %     | Liste                                | Voti    | %     |
| ---------------------- | ----------------------- | ------- | ----- | ------------------------------------ | ------- | ----- |
|                        | Paola Binetti ✔️ Eletto | 93 776  | 30,45 | Lega                                 | 33 551  | 10,89 |
| Forza Italia           | Paola Binetti ✔️ Eletto | 93 776  | 30,45 | 32 079                               | 10,42   |       |
| Fratelli d'Italia      | Paola Binetti ✔️ Eletto | 93 776  | 30,45 | 26 239                               | 8,52    |       |
| Noi con l'Italia - UDC | Paola Binetti ✔️ Eletto | 93 776  | 30,45 | 1 907                                | 0,62    |       |
|                        | Mauro Vaglio            | 93 095  | 30,23 | Movimento 5 Stelle                   | 93 095  | 30,23 |
|                        | Giuseppina Maturani     | 89 101  | 28,93 | Partito Democratico                  | 70 096  | 22,76 |
| +Europa                | Giuseppina Maturani     | 89 101  | 28,93 | 15 872                               | 5,15    |       |
| Italia Europa Insieme  | Giuseppina Maturani     | 89 101  | 28,93 | 1 751                                | 0,57    |       |
| Civica Popolare        | Giuseppina Maturani     | 89 101  | 28,93 | 1 382                                | 0,45    |       |
|                        | Antonello Ciancio       | 15 765  | 5,12  | Liberi e Uguali                      | 15 765  | 5,12  |
|                        | Laura Longo             | 6 235   | 2,02  | Potere al Popolo!                    | 6 235   | 2,02  |
|                        | Federica Maria Petrucci | 3 736   | 1,21  | CasaPound                            | 3 736   | 1,21  |
|                        | Guido Mastrobuono       | 1 915   | 0,62  | Il Popolo della Famiglia             | 1 915   | 0,62  |
|                        | Ilaria Raggi            | 1 832   | 0,59  | Partito Comunista                    | 1 832   | 0,59  |
|                        | Massimo Mosca           | 997     | 0,32  | Italia agli Italiani                 | 997     | 0,32  |
|                        | Germano Bernardini      | 640     | 0,21  | Democrazia Cristiana                 | 640     | 0,21  |
|                        | Jacopo Estevan Renda    | 355     | 0,12  | Per una Sinistra Rivoluzionaria      | 355     | 0,12  |
|                        | Roberto Scorzoni        | 352     | 0,11  | Lista del Popolo per la Costituzione | 352     | 0,11  |
|                        | Michele Polini          | 195     | 0,06  | PRI - ALA                            | 195     | 0,06  |
| Totale                 | Totale                  | 307 994 | 100   |                                      | 307 994 | 100   |
|                        |                         |         |       |                                      |         |       |
| Voti non validi        | Voti non validi         | 8 420   | 2,66  |                                      |         |       |
| Votanti                | Votanti                 | 316 414 | 72,63 |                                      |         |       |
| Elettori               | Elettori                | 435 651 |       |                                      |         |       |